# Picot negre llistat
El picot negre llistat (Hylatomus lineatus) és una espècie d'ocell de la família dels pícids (Picidae) que habita boscos clars de la zona neotropical, des de Mèxic fins al nord-oest del Perú, el Paraguai i nord de l'Argentina.